# Francisco Fernández Fábregas
Francisco Fernández Fábregas (ur. 1944 w Grenadzie) – hiszpański dyplomata, od 2008 - 2012 ambasador w Polsce. 

## Życiorys
Z wykształcenia jest doktorem nauk prawnych. W 1971 rozpoczął karierę w dyplomacji, reprezentował kraj w Senegalu i przy Wspólnotach Europejskich, był także szefem gabinetu ministra ds. stosunków ze Wspólnotami Europejskimi, analogiczną funkcję pełniąc u boku przewodniczącego Rady Państwa. Od 1987 sprawował funkcję dyrektora generalnego Wspólnot Europejskich ds. polityki zagranicznej. W 1996 został mianowany szefem Protokołu Dyplomatycznego Kancelarii Pałacu Królewskiego, następnie sprawował funkcję ambasadora Królestwa Hiszpanii w Belgii (2000–2004). W latach 2004–2008 był sekretarzem ds. technicznych w Ministerstwie Spraw Zagranicznych. Od jesieni 2008 do 2012 r. pełnił misję jako ambasador nadzwyczajny i pełnomocny w Polsce.